# 瓦拉达里什 (加亚新城)
瓦拉达里什是葡萄牙波尔图区的一个堂区。总面积4.94平方公里，总人口9095人，人口密度1841.1人/平方公里。